# Municipio de Enterprise (condado de Reno)
El municipio de Enterprise (en inglés: Enterprise Township) es un municipio ubicado en el condado de Reno en el estado estadounidense de Kansas. En el año 2010 tenía una población de 128 habitantes y una densidad poblacional de 1,37 personas por km².

## Geografía
El municipio de Enterprise se encuentra ubicado en las coordenadas 38°2′20″N 98°11′24″O / 38.03889, -98.19000. Según la Oficina del Censo de los Estados Unidos, el municipio tiene una superficie total de 93.34 km², de la cual 93,31 km² corresponden a tierra firme y (0,03 %) 0,03 km² es agua.

## Demografía
Según el censo de 2010, había 128 personas residiendo en el municipio de Enterprise. La densidad de población era de 1,37 hab./km². De los 128 habitantes, el municipio de Enterprise estaba compuesto por el 98,44 % blancos y el 1,56 % eran de una mezcla de razas. Del total de la población el 1,56 % eran hispanos o latinos de cualquier raza.